# 対馬丸 (連絡船・初代)
対馬丸（つしままる）は、山陽鉄道傍系の山陽汽船による下関 - 釜山間の関釜航路開設のため、三菱合資会社三菱造船所で建造された2隻の壱岐丸型海峡渡船の第2船で、第1船壱岐丸に遅れること2ヵ月の 1905年（明治38年）11月1日就航した。 
1923年（大正12年）3月10日、稚内と樺太大泊を結ぶ稚泊航路開設のため札幌鉄道局へ転属したが、砕氷船化工事のため、就航は同年6月8日となり、稚泊航路開設の同年5月1日から本船就航までは、当時青函航路所属であった姉妹船壱岐丸を代船として就航させた。
1925年（大正14年）12月17日、稚内に向け航行中、吹雪による視界不良の中、針路を誤り、稚内港外野寒岬沖で座礁、その後全損、船体放棄となった。

## 関釜連絡船

### 壱岐丸・対馬丸建造の経緯
1901年（明治34年）5月27日の山陽鉄道 馬関 - 神戸間全通と、日露戦争中、1905年（明治38年）1月の朝鮮半島での京釜鉄道 京城 - 釜山間全通を受け、山陽鉄道は日露戦争後の日本の大陸進出を見込み、両鉄道の連絡運輸のため、下関から釜山に至る122海里（226キロ）の関釜連絡船航路開設を計画し、傍系の山陽汽船が、同航路用の壱岐丸型1,680総トン級海峡渡船2隻を長崎の三菱合資会社三菱造船所で建造した。その第1船　壱岐丸（初代）は日露戦争終結直後の1905年（明治38年）9月11日、関釜航路開設初便として就航し、同年11月1日には第2船　対馬丸（初代）が就航して毎日運航となった。両港間の運航は釜山行・下関行とも所要時間11時間30分の夜航便で、東京 - 京城間は60時間で結ばれた。

### 船体構造
壱岐丸型は日本初の大型海峡渡船で、全通の覆甲板とその下に正甲板を有し、船首楼はなかった。船体全長の約半分の長さの甲板室を覆甲板の船体中央部に設け、さらに船尾には小さな甲板室が設けられていた。中央部のこの甲板室の前後の覆甲板にはわずかに後傾したマストが1本ずつ立ち、甲板室屋上両舷には各舷3隻ずつの救命艇が懸架され、ここを端艇甲板と称し、その中央にはマスト同様わずかに後傾した煙突が1本立っていた。
覆甲板中央の甲板室の煙突囲壁より前方は1等区画で、2人用寝台室と天井に大きな採光ドームを備えた広い談話室が設けられ、談話室中央の吹き抜け階段を1層降りた正甲板には1等食堂が配置されていた。甲板室の煙突より後ろは2等区画で、最後部は開放2段寝台室となっていた。3等船室は1層下の正甲板船尾側に配置され、2段雑居のいわゆる“蚕棚式”で、その中央部床面には、直下の後部船艙の貨物ハッチが設けられ、その直上には覆甲板後部の貨物ハッチが設けられ、後部マストのデリックで後部船艙の荷役ができた。覆甲板前部には前部船艙の貨物ハッチもあり、前部マストのデリックで荷役ができた。操舵室は新造時には1等談話室屋上、採光ドーム前方の端艇甲板前端に設置されていたが、冒頭写真のように、関釜連絡船時代の後年、1層上に移設されていた。ボイラーは舶用スコッチ缶2缶、レシプロ機関2台2軸で舵は1枚であった。

### 関釜連絡船国有化と傭船
山陽汽船は1906年（明治39年）11月27日、 親会社の山陽鉄道に吸収合併され、その直後の12月1日、山陽鉄道が国有化されたため、関釜航路も国有となった。接続する京釜鉄道は、それより前の1906年（明治39年）7月1日、国有化され統監府鉄道管理局京釜線になっていた。
国有化後の同航路の客貨輸送量の増加は著しく、壱岐丸型2隻では対応できず、1907年（明治40年）8月10日には会下山丸(1,458総トン)を傭船し、1908年（明治41年）4月1日には釜山と中朝国境の町　新義州とを26時間で結ぶ直通急行「隆煕」の運転開始を受け、隔日の昼航便運航が開始され、4月27日には薩摩丸（1,946総トン）を傭船して、昼航便も毎日運航とした。
1910年（明治43年）8月には日韓併合があり、翌1911年（明治44年）11月1日には中朝国境の鴨緑江鉄橋が完成し、南満州鉄道 安奉線に乗り入れ、当時清国であった中国の奉天まで、さらに1912年（明治45年）6月には満鉄本線に乗り入れ、長春まで直通列車が運転された。
内地側でも1912年（明治45年）6月15日から、新橋 - 下関間直通の展望車連結1、2等特別急行列車と速達便貨物列車の運転が開始され、関釜航路の客貨輸送量はさらに増加した。
これに先立つ1911年（明治44年）1月には、青函航路で傭船中の帝国海事協会の義勇艦で、高速を誇るうめが香丸（3,273総トン、最大速力21.315ノット）を転入させ、会下山丸を青函航路へ転出させ、同年4月にはうめが香丸の姉妹船の義勇艦さくら丸（3,204総トン、21ノット）も傭船して薩摩丸を一時解傭し、1912年（明治45年）6月からはこの2隻の高速船による、特別急行接続の9時間30分運航昼航急行便が週3回運航された。

### 高麗丸・新羅丸就航
昼航便運航にもかかわらず、旅客は依然夜航便に集中し、壱岐丸型では輸送力不足となったため、夜航便用客貨船として、旅客定員603名と大型化した高麗丸（こままる）（3028.51総トン）と新羅丸（3020.66総トン）を神戸の川崎造船所で建造し、1913年（大正2年）1月31日と4月5日に就航させた。
この2隻の就航で、さくら丸と、再傭船していた薩摩丸の2隻の解傭はできたが、1912年（明治45年）6月から傭船中の日本赤十字社の病院船　弘済丸（2,589.86総トン）は引き続き傭船された。なお、うめが香丸は1912年（大正元年）9月23日、門司港停泊中暴風雨で浸水沈没していた。
1913年（大正2年）10月1日には関釜連絡船、朝鮮鉄道、南満洲鉄道経由で日中連絡運輸が開始され、旅客は日々増加、1914年（大正3年）7月勃発の第一次世界大戦は、その後の大戦景気と、世界的な船腹不足による海運貨物の鉄道への転移を促し、鉄道連絡船航路であった関釜航路の貨物輸送量も急増した。このため、1916年（大正5年）以降は、傭船不足と傭船料高騰の中、常時3、4隻の傭船を運航し、主として貨物輸送に充てた。青函航路でもこの時期、同様に傭船不足の中、苦しい運航が続けられていたが、1916年（大正5年）4月に青函航路へ転出していた弘済丸が1917年（大正6年）10月3日から事故休航し、その代船として10月11日から10月27日まで対馬丸を急遽青函航路に助勤させていた。
鉄道院経理局で石炭輸送をしていた多喜丸（載貨重量1,830トン　総トン数1,227.56トン）を1919年（大正8年）4月、貨物船転用のうえ関釜航路へ転属させてからは、 コレラ予防検疫停船による貨物輸送激減対策として、同年9月から山光丸（846総トン）を3か月間傭船した以外は、戦後恐慌の影響による貨物輸送量減少もあり、傭船は1918年（大正7年）4月から傭船中の日本赤十字社の病院船　博愛丸（2,614総トン）1隻のみとなった。

### 景福丸・徳寿丸・昌慶丸就航と壱岐丸・対馬丸転出
第一次世界大戦中の船腹不足による傭船難と傭船料高騰に悩まされた鉄道院/鉄道省 は、傭船頼み脱却を目指し、何れも3,619総トンの景福丸型3隻を三菱造船神戸造船所で建造し、1922年（大正11年）から1923年（大正12年）にかけて就航させた。
これら3隻は最大速力20ノット前後と高速で、下関 - 釜山間を昼航8時間、夜航9時間で航行でき、旅客専用船とすることで貨物荷役を省略して停泊時間を短縮し、関釜間を1日1往復できたため、これら3隻で、年間を通じて昼夜1往復ずつ計2往復の運航が可能となった。このため、高麗丸、新羅丸の2隻は多客時以外は定期貨物便運用となった。
これにより、1922年 （大正11年）3月29日には関釜航路唯一の傭船博愛丸が解傭され、同年10月18日には壱岐丸が未だ傭船頼みの青函航路へ転属、対馬丸も1923年（大正12年）3月10日付けで、新設予定の稚泊航路就航のため札幌鉄道局へ転属した。

## 稚泊連絡船
1922年（大正11年）11月1日、当時の宗谷線が浜頓別経由で稚内（1939年（昭和14年）2月1日南稚内と改称）まで達した。宗谷海峡を隔てた対岸の樺太庁鉄道は、樺太東線が既に大泊から樺太庁所在地の豊原を経てオホーツク海側の栄浜海岸まで達していた。
稚内と大泊を結ぶ稚泊航路は167キロ（90海里）と、従来からの小樽発着航路の420キロに比べ格段に短く、東京 - 豊原駅間が小樽 - 大泊航路経由では夏季最短でも約60時間を要したのに対し、稚泊連絡船経由ではほぼ確実に57時間となるものであった。このため、1921年（大正10年）頃より樺太住民の声に押された樺太庁長官の度重なる陳情もあり、鉄道省は1923年（大正12年）1月8日、稚泊航路開設を決定し、同年2月5日、その運航開始日を5月1日と決定した。

### 稚泊航路への転属
対馬丸は稚泊航路で使用するため、1923年（大正12年）3月10日付けで、関釜航路所管の門司鉄道局から札幌鉄道局へ転属し、4月19日、稚泊航路用と指定された。鉄道省は稚泊連絡船の通年運航を目標としたため、対馬丸には、流氷結氷海域となる冬季の宗谷海峡でも運航可能なよう、就航前に浦賀船渠で砕氷船化工事を施工したが、この工事のため、5月1日の稚泊航路開設から1ヵ月余り、当時青函航路所属であった壱岐丸を代船として助勤就航させた。

### 砕氷船化工事
この工事では、従来からの船首を切り取り、新たに船首楼付き、長さ45フィート（13.716m）の堅牢な船首を取り付けるもので、船首水線以下の傾斜角は水平に対し26度の砕氷型船首となった。また、前進時に氷が舵に当たらないよう、舵前方の船尾船底中心線上に鋼製のベントラルフィンを取り付け、後進時の舵保護のため、舵頭材を船尾水面下まで鋼製保護材で被覆した。さらに水線付近の外板を全周にわたり二重張りとして耐氷性を向上させた。
防寒対策としては、外舷各室の内張内に断熱材を詰め、暖房設備も強化したほか、覆甲板船尾甲板室側面の露天甲板を舷側まで丸窓付きの鋼板で覆い、中央の甲板室側面開放の遊歩廊も舷側を角窓と丸窓の付いた鋼板で被覆した。操舵室は時期不詳ながら、関釜連絡船時代に既に端艇甲板から1層上の甲板に移設されてはいたが、依然開放的な造りであったため、全周を本格的に板張りとガラス窓で囲って防寒対策とした。この工事では、さらに前部貨物艙直上の正甲板に“蚕棚”式ではない 3等雑居室が設けられたが、船尾正甲板の3等船室は依然“蚕棚”式の2段雑居室のままで、3等定員は計357名となり、1、2等定員に変化はなく総定員は439名となったが、翌1924年（大正13年）には490名に増加している。これらの工事で、新造時要目に比べ、全長は270フィート6インチ（82.4484m）から283フィート（86.2584m）と約4m伸び、喫水も12フィート6インチ（3.81m）から14フィート（4.2672m）に、総トン数も1,679トンから1,839.43トンへ増加した。
砕氷船化工事完了した対馬丸は1923年（大正12年）6月6日稚内へ回航され、6月8日から就航し、代船壱岐丸は6月9日函館に戻った。

### 対馬丸1隻運航
流氷のない季節は対馬丸1隻で順調に隔日運航したが、1923年（大正12年）10月18日から11月9日までの函館船渠での検査工事に際しては、壱岐丸の助勤で隔日運航を確保した。当初の計画では、11月から3月までは“冬期運航”とし、稚内発が1日と6日で9時発18時着、大泊発が3日と8日で10時発19時着の上下便とも昼航9時間、月6往復運航の予定であった。これに対し、稚泊航路開設による往来客の盛況が、減便により急減し、これによる現地経済の減速を懸念した樺太側から“夏期運航”期間延長の陳情があり、初年度の1923年（大正12年）秋から“夏期運航”は1ヵ月延長され11月末までとなり、さらに“冬期運航”の昼航便は、12月は1ヵ月に7.5往復、1月から3月までは当初予定の1ヵ月6往復となった。
この1923年（大正12年）度の旅客輸送実績は6万9619名に達し、同年度の運航回数が254往復のため、平均片道274名となり、定員439名の対馬丸1隻では既に余裕のない状況であった。
青函航路では1924年（大正13年）5月21日、待望の車載客船翔鳳丸が就航し、旅客輸送力が増強されたため、壱岐丸が同年7月1日から7月25日まで神戸製鋼所播磨造船工場で対馬丸同様の砕氷船化工事を受け、7月25日付けで稚泊航路に転属し、7月28日就航した。

#### 対馬丸シュルコマナイ座礁事故
対馬丸は壱岐丸の稚泊航路への本格就航を目前に控えた1924年（大正13年）7月18日5時30分、前日22時大泊発の2便として稚内入港直前、濃霧のため針路を誤り野寒岬近くのシュルコマナイ沖455mで座礁した。非常汽笛により、異常を知った稚内桟橋から稚内築港事務所の稚内丸と旭丸が現場に急行し、7時30分までに旅客312名の移乗と貨物陸揚げを完了させたが、離礁までには10日を要し、ようやく7月29日、函館船渠へ回航、船底外板剥脱と左舷推進器翼4枚の破損を修理し、8月12日稚内へ戻った。

### 対馬丸・壱岐丸2隻運航
2隻による毎日運航は対馬丸再就航の1924年（大正13年）8月13日から開始された。これにより、4月から11月までの“夏期運航”は、毎晩稚内を22時30分、大泊を22時に出港し、大泊に6時30分、稚内に6時に入港するダイヤで、時刻変更は1924年（大正13年）6月1日の列車時刻改正から行われていた。“冬期運航”は12月のみ昼航便が1ヵ月15往復、1月から3月までは昼航便が1ヵ月12往復であった。
この間の1925年（大正14年）5月1日から6月24日まで、両船が検査工事のため函館船渠へ順次入場したため、5月1日から6月25日まで、前年10月まで青函航路で長く傭船として運航されていた伏木丸（1,330.28総トン）を傭船して毎日運航を確保したが、稚泊航路における傭船はこの1回だけであった。

#### 対馬丸座礁全損事故
1925年（大正14年）12月17日、西高東低の気圧配置で晴天の大泊を9時50分、2便として出港した対馬丸（初代）は樺太最南端の西能登呂岬沖航過約1時間後の15時20分頃から激しい吹雪で視界がきかなくなった。このため15時45分より船位測定のため、その都度停船しつつケルビン式測深儀を海底まで下して測深を行い、16時15分には水深64mで宗谷岬北西9.25海里と推定した。その後16時45分にも同様に測深し、その都度進路を左に転じつつ稚内港へ向かった。17時06、07分頃の測深では水深53mで、稚内港外野寒岬旧稚内灯台北東4海里地点と推定、17時11、12分頃には水深31mとなり、両舷錨鎖を14～16m垂れ下げたまま前進し17時15分頃両舷錨が海底に接触し、直ちに両舷投錨したが、既に船底は暗礁に乗り上げていた。旧稚内灯台北西0.7海里地点で、推定地点より約3海里西方であった。
座礁後直ちに無線電信と非常汽笛を発し、稚内無線通信所経由、事故発生を覚知した稚内桟橋から砕氷型小蒸気船利尻丸（140.28総トン）、小蒸気船牛若丸（34.30総トン）とハシケが急行したが、吹雪と強風と高波に阻まれ、利尻丸は対馬丸に接近できず、牛若丸に曳かれたハシケだけが辛うじて対馬丸に接舷でき、激浪洗う甲板から松明の灯を頼りに旅客を移乗させた。
座礁後船尾シャフトトンネルより浸水あり、排水作業に努めたが浸水量は増加し、20時50分にはボイラー室浸水により焚火困難となり、発電機が停止、船内電灯が消えてしまった。この間、19時に20名、21時に86名の旅客をハシケに移乗させ、残る82名の移乗は船内停電消灯後となったが、21時55分、旅客188名全員の救助ができた。この頃には浸水は船尾覆甲板に達し、無線電信も不通となり、22時10分、船員67名も全員退船したが、郵便物と手小荷物の陸揚げは一部に留まった。なお本件は、鉄道院/鉄道省において無線電信が人命救助に貢献した最初の例であった。
対馬丸の引き揚げ作業は事故翌日の12月18日に開始されたが、天候不良と悪潮流のため現状調査のみで中止され、その後も引き続く悪天候のため作業に着手できず、やがて船体中央部で前後に両断大破し、ほとんど水面下に没してしまった。
このため青函航路を1924年（大正13年）12月引退し、函館港で1年以上係船されていた田村丸を入渠整備のうえ、1926年（大正15年）4月16日から11月8日までと、翌1927年（昭和2年）4月7日から10月21日までの2シーズンにわたる“夏期運航”に就航させた後、田村丸は再び函館で係船された。

#### 対馬丸の船体放棄と亜庭丸建造
対馬丸座礁事故から5ヵ月後の1926年（大正15年）4月下旬、鉄道省は対馬丸引き揚げを断念し、代船建造を決定した。旅客定員754名、総トン数3,297.87トン、載貨重量470トンの本格的な大型砕氷船 亜庭丸で、神戸製鋼所播磨造船工場で建造され、1927年（昭和2年）12月8日、就航した。
また、対馬丸座礁事故を教訓に、僚船壱岐丸には事故翌年の1926年（大正15年）、日本初となる音響測深儀や測程儀、無線方位測定機が装備され、船位測定能力の向上が図られた。
対馬丸は1926年（大正15年）5月18日、雑種財産に編入され、競売に付されたが買い手がつかず、1973年（昭和48年）の海図には事故地点に「大正14年沈船」と表示されていた。

## 沿革
- 1905年（明治38年）
  - 10月26日 - 三菱合資会社三菱造船所で竣工[3]
  - 11月1日 – 関釜連絡船の第2船として同航路就航[26]
- 1906年（明治39年）
  - 10月 - 釜山駅建設予定地付近に木造桟橋完成[82]
  - 12月1日 - 関釜航路国有化[25]
- 1908年（明治41年）4月1日 - 京釜線　草梁 - 釜山間開通　釜山 -  新義州間急行「隆煕」運転開始[31]
- 1912年（明治45年）6月 - 釜山第1桟橋竣工[83]
- 1913年（大正2年）3月 - 釜山第1桟橋上に釜山桟橋駅が完成[83]
- 1914年（大正3年）
  - 7月1日 - 下関鉄道岸壁一部竣工し夜航便のみ使用開始[84]
  - 11月17日 - 下関鉄道岸壁竣工し昼航便も使用開始[84]
- 1915年（大正4年）8月28日 – 無線電信局設置[84]
- 1923年（大正12年）
  - 3月10日 – 関釜航路から札幌鉄道局へ転属[11]
  - 4月19日 – 稚泊航路用と指定される[11]
  - 5月1日 - 砕氷船化工事のため浦賀船渠へ入場[60]
  - 5月1日 – 壱岐丸による大泊発稚内行2便をもって稚泊連絡船航路開設[13]
  - 6月6日 - 稚内へ回航[66]
  - 6月8日 – 稚泊連絡船として就航[66][68][71]
- 1924年（大正13年）
  - 7月18日 - 2便　稚内入港時、濃霧で針路を誤り野寒岬近くのシュルコマナイ沖で座礁[72]
  - 8月13日 - 対馬丸再就航により壱岐丸と2隻体制[71]
- 1925年（大正14年）12月17日 - 2便　稚内入港時、吹雪で針路を誤り野寒岬北東の暗礁に座礁し全損[15]
- 1926年（大正15年）5月18日 – 雑種財産編入[14]

### 船長
- 蘆田弥寿治 技師：1907年（明治40年）9月12日帝国鉄道庁対馬丸船長発令[85] - 1913年（大正2年）1月14日高麗丸船長発令[86]
- 南 雄三 技師：1913年（大正2年）1月18日対馬丸船長発令[87] -